# Vladimirovo
Vladimirovo (makedonska: Владимирово) är en ort i Nordmakedonien. Den ligger i kommunen Berovo, i den östra delen av landet, 120 kilometer öster om huvudstaden Skopje. Vladimirovo ligger 850 meter över havet och antalet invånare är 1 290.